# Rio Chipeşii
O Rio Chipeşii é um rio da Romênia, afluente do Gârbova, localizado no distrito de Alba.